# Xixón Sound
El Xixón Sound (Sonido Gijón) fue un movimiento cultural español que surgió fundamentalmente en la ciudad asturiana de Gijón a principios de los años 90 del siglo XX que fue el precursor de la música indie en España.

## Historia
Xixón Sound fue la etiqueta que se creó y utilizó para englobar a varios grupos de música que formaron parte, a principios de los años 1990, de un movimiento de música alternativa en la región de Asturias (España), especialmente en la ciudad de Gijón. Por la coincidencia del surgimiento de este movimiento musical con otros eventos culturales que se celebraban en la ciudad, como la Semana Negra, el festival de música mod Euroyeyé o el Festival Internacional de Cine de Gijón, entonces dirigido por José Luis Cienfuegos y que se orientó hacia el cine independiente, a Gijón llegó a considerársela la "Seattle del norte de España".
Dieron forma a la escena cultural del Xixón Sound, consiguiendo en muchos casos repercusión en prensa, bandas como Manta Ray (de la que formaba parte Nacho Vegas), Australian Blonde, Nosoträsh, Penelope Trip, Undershakers, Pauline en la Playa, Kactus Jack, Doctor Explosión, Eliminator Jr, Yelowfinn, Screamin’ Pijas, Medication, Materia Gris, Los Buges o Sangrientos, entre otras. Aunque muchas de estas bandas se podían englobar en el noise pop y empleaban letras en inglés, dentro del Xixón Sound no se enmarca un único tipo de sonido.
El epicentro del Xixón Sound se produjo en el bar La Plaza, ubicado en el barrio de Cimadevilla de Gijón y que es propiedad del que fuera bajista de Manta Ray, y en el Campus del Milán de la Universidad de Oviedo, donde se reunían y estudiaban muchos de los músicos de las bandas que nacieron al albor del Xixón Sound. Además, otros locales de Gijón, como El Guetu, El Zero y La Fábrica, fueron punto de reunión de las bandas, además de otro local de conciertos autogestionado, La Coría, que albergaba a los grupos emergentes del momento. Fuera de Asturias, el primer lugar en el que se habló del Xixón Sound fue la Sala Siroco de Madrid, que en 1992 organizó un concierto con Manta Ray, Penélope Trip y Eliminator Jr.
Subterfuge Records fue una de las productoras que impulsaron algunas de las bandas del Xixón Sound. Entre otros, en 1993 Subterfuge lanzó Pizza Pop, el álbum debut de Australian Blonde que incluía su sencillo Chup Chup, incluido en la banda sonora de la película Historias del Kronen. Por su parte, el productor Paco Loco, realizó gran parte de las grabaciones del movimiento en su estudio ODDS.
Esta etiqueta dejó de utilizarse paulatinamente a partir de finales de los años 1990.